# Enric Nosàs i Sisquella
Enric Nosàs i Sisquella   (Barcelona, 3 d'octubre de 1934) és un escalador i alpinista català.
Nosàs ha estat membre del Centre Acadèmic d'Escalada (CADE) des de l'any 1953. Durant els anys cinquanta i seixanta va realitzar les primeres ascensions estatals als Pirineus, on també va organitzar cursos i ral·lis d'esquí de muntanya. El 1966 encapçalà l'expedició del Centre Excursionista de Catalunya (CEC) a la Serralada de l'Atles al Marroc. Fou president de la Secció de Muntanya del CEC entre els anys 1967 i 1971, i vicepresident de la mateixa entitat des del 1997, fins que el 1998 és elegit president, substituint a l'anterior president, Conrad Blanch, i ocupant el càrrec fins a l'any 2006. El 1965 va rebre la medalla de la Federació Espanyola de Muntanyisme. El 23 de novembre del 2007 el CEC li concedeix la distinció de Millor Exdirigent de Club. Durant la transició a la democràcia, el 1976 intervingué en actes polítics a càrrec de l'Assemblea de Catalunya.